# Константин Ольгович
Константин Ольгович (княжеское имя, возможно, Рюрик)  — существовавший по версии Зотова Р. В. и Горского А. А. русский князь первой половины XIII века из черниговской ветви династии Рюриковичей — Ольговичей, упомянутый в Любецком синодике в качестве великого князя черниговского Константина Олго, сын Олега Святославича. По версии Шекова А. В., привлекшего данные Введенского синодика с написанием великого князя черниговского Константина Олга, одно лицо со своим отцом, а Константин — крестильное имя Олега.

## Возможные места и даты княжения
Летописи содержат сведения о вокняжении в 1210 году Всеволода в Киеве, а Рюрика — в Чернигове, а затем под 1215 годом — о смерти Рюрика. При этом под Рюриком традиционно понимался тот же князь, что и во всех известиях предыдущих лет —  Рюрик из смоленских Ростиславичей.
Зотов Р. В. и Пятнов А. П. отождествляют этого Рюрика с упомянутым Руссовым С. В. в Новгороде-Северском под 1205 годом и В. Н. Татищевым в Чернигове под 1212 годом (фактически события относились к 1211 году) Рюриком Ольговичем, а Константин считают крестильным именем Рюрика Ольговича.
Княжение младшего Ольговича в старшем городе Пятнов объясняет известиями, что старшие Ольговичи (Глеб и Мстислав Святославичи, Ростислав и Ярополк Ярославичи) размещались в Переяславле, Белгороде, Вышгороде и других киевских «пригородах». Зотов же не видит в этом несоответствия действовавшему порядку наследования, поскольку именно Давыдовичи были старшей линией, хотя сам же Зотов считает старшим Святославичем не Олега, а Владимира. Поскольку Зотов считает Рюрика/Константина черниговским князем в периоды киевского княжения Всеволода Чермного, то одновременно он предполагает новгород-северское княжение Давыда Ольговича.
Датировка смерти Рюрика Лаврентьевской летописью 6723 мартовским (1215) годом может быть верна, а не сдвигается на 3-5 лет ранее, если речь идёт о Рюрике Ольговиче, а не Ростиславиче. Но вместе с тем причиной столь позднего упоминания смерти Рюрика в Чернигове могло стать то, что летописец при первом упоминании там нового князя Глеба Святославича таким образом объяснял отсутствие предыдущего, поскольку Глеб должен был вокняжиться сразу после смерти своего старшего брата Всеволода, а она последовала вскоре после его изгнания в 1212 году из Киева в Чернигов.
Горский А. А. признаёт существование Константина Ольговича, не отождествляя его с Рюриком, и относит его черниговское княжение к 1223—1226 годам, после гибели в битве на Калке его дяди Мстислава Святославича. Исследователь так объясняет усобицу между Михаилом Всеволодовичем и Олегом курским не в 1223 году, а в 1226.

## Возможное потомство
Зотов Р. В. считал, что Константин Ольгович мог быть дедом черниговского князя XIV века Михаила Александровича, но в частности Горский А. А. обратил внимание на хронологическую сомнительность данной версии. Уже Квашнин-Самарин Н. Д., на которого в том числе опирался Зотов, избегал этого, считая Константина Ольговича князем начала XIV века и внуком Романа Брянского. Безносюк С. Н. является автором также хронологически правдоподобной версии, развив идею Зотова, путём добавления одного поколения: Александра Константиновича он назвал сыном Константина Михайловича, а его, в свою очередь, правнуком Святослава Всеволодовича.